# غاري جاك
غاري جاك (بالإنجليزية: Garry Jack)‏ هو لاعب دوري الرغبي أسترالي، ولد في 14 مارس 1961 في ولونغونغ في أستراليا.